# Mustela nigripes
El turón patinegro americano, o turón patinegro  (Mustela nigripes) es una especie de mamífero carnívoro de Norteamérica. Es un miembro de la diversa familia de los mustélidos que incluye comadrejas, visones, turones, martas, nutrias, y tejones. Está muy relacionado con Mustela eversmanii de Rusia.   Vive en el centro de Estados Unidos desde el norte al sur en matorrales áridos y pastizales. Gran parte de su dieta la constituyen los perritos llaneros. Está en peligro de extinción por lo que hay unas leyes muy estrictas para su protección. Es muy parecido al hurón doméstico, muchas veces es confundido con él. 

## Descripción

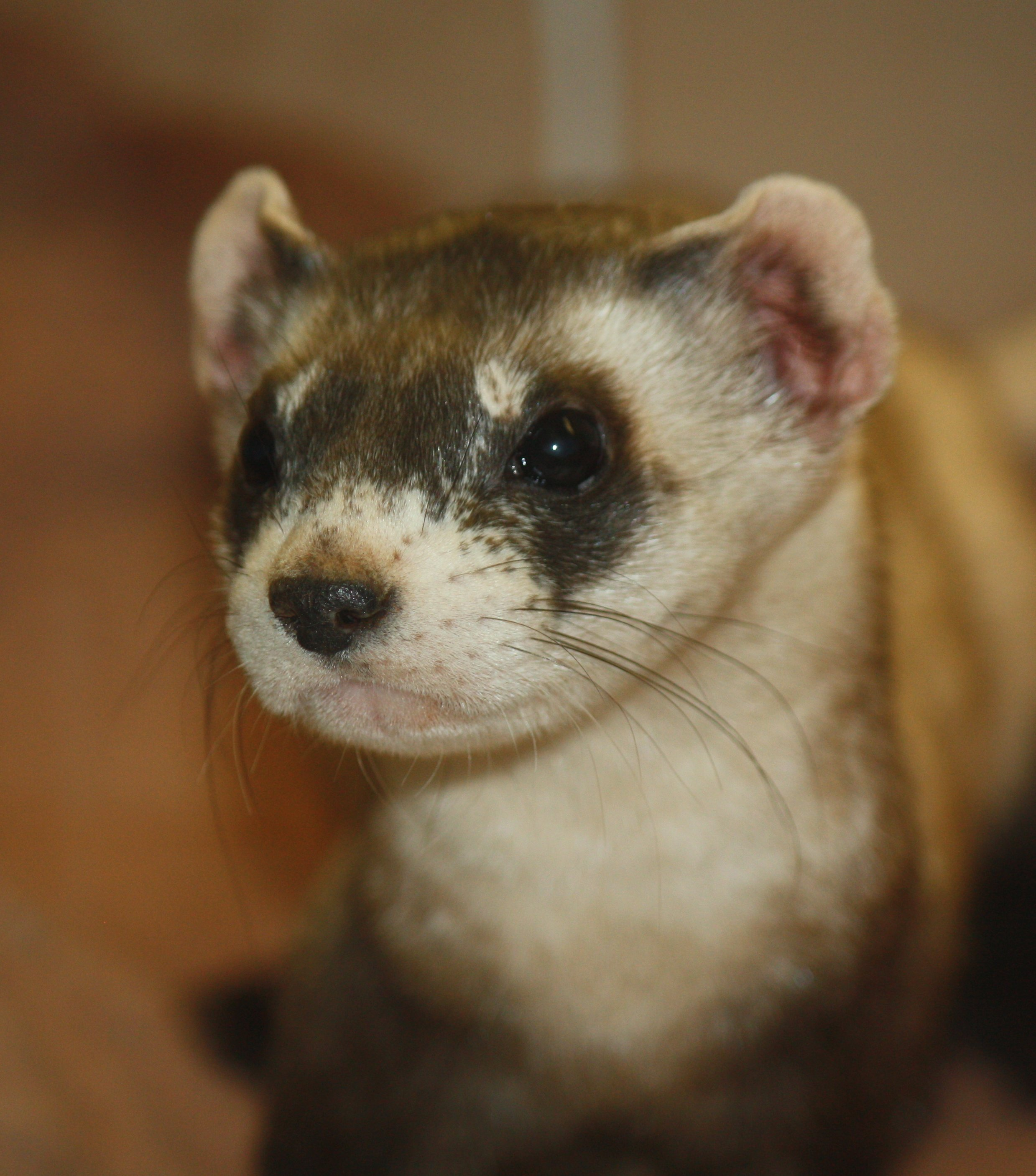
Cabeza de turón patinegro

La longitud de su cuerpo es de 35 a 50 cm, con una cola muy forrada de 15 cm, y pueden llegar a pesar 1 kg. Su piel es blanca en la base, pero se oscurece en las puntas, haciéndolos parecer de un color amarillento-marrón en general, con pies negros que comienzan en la cadera y terminan en la punta de la cola, y una máscara distintiva negra. Estos armonizan bien con el ecosistema de pradera en el cual ellos viven.

## Comportamiento
Son nocturnos y pasan la mayor parte del tiempo en sus madrigueras bajo tierra (a veces incluso duermen en las madrigueras de los perritos de la pradera). No hibernan, pero en las épocas de frío disminuye su actividad.

### Alimentación

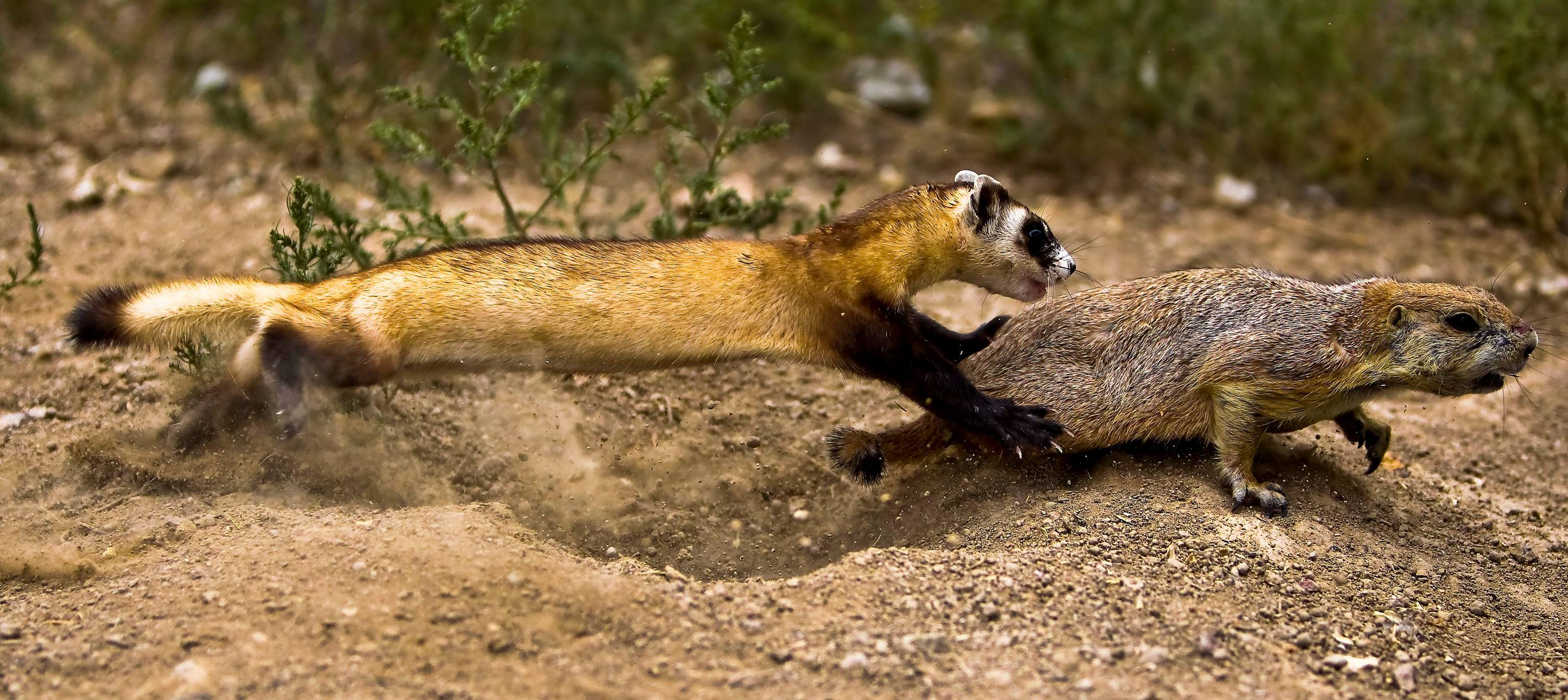
Turón patinegro atrapando un perrito de la pradera

El 90% de su dieta la forman los perritos de la pradera y lo demás consiste en ratas, ratones, pájaros, ardillas, conejos y a veces en reptiles e insectos. Los machos son un 10% más grandes que la hembra y llegan a pesar 1 kilo. Un hurón solo come aproximadamente 100 perritos de la pradera en un año y no puede sobrevivir sin el acceso a las colonias grandes de ellos. Típicamente una colonia de perro de pradera que abarca 150 acres es lo suficientemente estable como para alimentar a un adulto.

### Reproducción

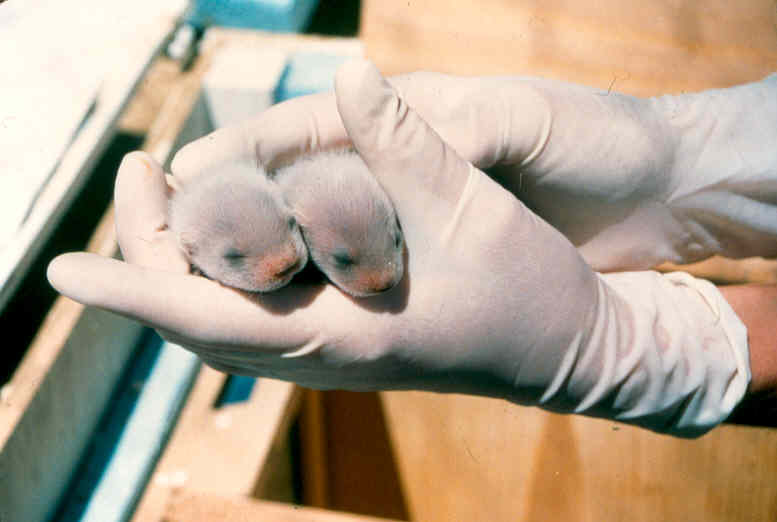
Crías de turón patinegro

La reproducción comienza entre marzo y abril, y la gestación dura de 41 a 43 días. El número de crías varía de 1 a 7, pero normalmente nacen tan solo 3 o 4.

## Población y estado de conservación
La especie se extinguió en estado silvestre en la década de 1980, por lo que la captura de individuos para la cría en cautiverio ha sido exitosa en este caso. Actualmente solo existen unos cientos de individuos entre los cautivos y los reintroducidos. 
La primera población se reintrodujo en el estado de Wyoming, Estados Unidos en 1991. Desde 1987, unos 6000 hurones de pies negros han nacido en cautiverio y desde 1991 se han liberado unos 2000. Para 2008 existían cerca de 300 turones cautivos y aproximadamente 500 nacidos en estado salvaje.
La pérdida de su hábitat de pradera, la reducción drástica de la población de perritos de la pradera (tanto por la pérdida de hábitat como por envenenamiento), así como los efectos del moquillo y la peste bubónica han contribuido a la casi extinción de la especie durante los siglos XIX y XX. Incluso antes de que sus efectivos disminuyeran, el turón patinegro era muy raramente visto: oficialmente, no fue reconocida como especie por la ciencia hasta 1851, después de la publicación de un libro por el naturalista John James Audubon y el reverendo John Bachman. Incluso entonces, su existencia fue cuestionada, ya que no se documentó ningún otro turón patinegro durante más de veinte años.
Para ayudar a mitigar la depresión por endogamia de dos especies en peligro de extinción, el turón patinegro americano (Mustela nigripes), Revive & Restore facilita las iniciativas en curso para clonar individuos de líneas celulares históricas almacenadas en el Zoológico Congelado de la Alianza de Fauna Silvestre del Zoológico de San Diego. El programa busca restaurar la variación genética perdida a partir del acervo genético vivo. El 10 de diciembre de 2020, nació el primer turón patinegro americano clonado del mundo. Este hurón, llamado Elizabeth Ann, marcó la primera vez que se clonaba con éxito una especie estadounidense en peligro de extinción.
El plan de recuperación mantiene de diez o más poblaciones salvajes autónomas separadas. Los biólogos han logrado la hazaña de incrementar la población a 1500.[cita requerida]